# 백가 (귀족)
백가(苩加, ?~502년)는 백제 동성왕(東城王) 때의 대신으로, 대성팔족(大姓八族) 중의 하나인 백씨(苩氏) 출신 귀족이다.

## 생애
웅진의 토착 호족으로 486년(동성왕 8) 2월, 위사좌평(衛士佐平: 오늘날 경호실장에 해당함)에 임명되어 숙위병(宿衛兵)을 관장하였다.
501년(동성왕 23년) 8월, 동성왕(東城王)에게 신축한 가림성(加林城 : 지금의 충청남도 부여군 임천면 성흥산성)을 지키라는 왕명을 받았으나, 부임하기를 원하지 않아 신병을 핑계로 부임하지 않으려고 하였다.
그러나 동성왕이 허락하지 않고 강제로 가림성에 부임시키자, 이를 계기로 동성왕에게 앙심을 품어, 같은 해 11월 사냥을 하고 나서 눈으로 길이 막혀 마포촌(馬浦村 : 충남 서천군 한산면의 옛 이름이 마산(馬山) 또는 마읍(馬邑)인 것으로 미루어 볼 때, 지금의 서천군 한산면으로 추정된다.)에 묵은 동성왕을 자객을 시켜 칼로 찌르게 했고, 동성왕은 결국 12월에 사망했다.
그 후, 부임지인 가림성을 근거지로 하여 반란을 일으켰으나, 새로 즉위한 무령왕이 군대를 거느리고 우두성(牛頭城 : 지금의 충청남도 청양)에 이르러 한솔(扞率) 해명(解明)에게 토벌하게 하자, 저항하지 않고 성을 나와 항복하였지만 죽임을 당했고, 그의 시체는 백강(白江)에 던져졌다.
동성왕의 왕권 강화책으로 인해 새로이 부상한 백(苩)씨 가문이 왕권과 친밀한 관계에 있으면서도 동성왕을 살해한 원인은, 동성왕의 지배구조에 대한 재편성 계획이 중앙 귀족들의 이해 관계와 맞지 않았던 데에 있는 것으로 추정된다.
무령왕은 동성왕의 둘째 아들 혹은 동성왕의 이모형(異母兄)이라고도 한다. 501년 1월 위사좌평 백가(苩加)가 보낸 자객에게 동성왕이 살해되자 그 뒤를 이어 즉위했다. 502년 정월 가림성(加林城)에 근거를 두고 저항하던 백가를 토벌했고, 같은 해에 고구려 수곡성(水谷城)을 공격했다.

## 백가가 등장하는 작품
- 《제왕의 딸 수백향》 (MBC, 2013년~2014년, 배우: 안석환)